# Калиновка (Прокоп'євський округ)
Кали́новка (рос. Калиновка) — село у складі Прокоп'євського округу Кемеровської області, Росія.

## Населення
Населення — 82 особи (2010; 134 у 2002).
Національний склад (станом на 2002 рік):
- росіяни — 95 %